# Корнев, Василий Евсеевич
Василий Евсеевич Корнев (1941—2019) — государственный деятель Казахстана, глава и первый аким города Костанай.

## Биография
4 июля 1941 года в посёлке Васильевка Восточно-Казахстанской области.
В 1958 году в Семипалатинске окончил техническое училище. В 1996 году окончил Академию государственной службы при президенте Российской Федерации. Почётный гражданин городов Рудный и Костанай.
Трудовая деятельность:
| Годы работы | Годы работы | Должность |
| 04.1960     | 12.1962     | моторист теплохода Семипалатинского судоремонтного завода                                                                                                 |
| 02.1963     | 04.1967     | слесарь ремонтного завода Соколовско-Сарбайского горнообогатительного комбината, г.Рудный                                                                 |
| 04.1967     | 06.1970     | старший сменный мастер управления горного железнодорожного транспорта Соколовско-Сарбайского горнообогатительного комбината, г.Рудный                     |
| 06.1970     | 11.1971     | заместитель начальника электровозного цеха управления горного железнодорожного транспорта Соколовско-Сарбайского горнообогатительного комбината, г.Рудный |
| 11.1971     | 11.1972     | помощник машиниста электровоза управления горного железнодорожного транспорта Соколовско-Сарбайского горнообогатительного комбината, г.Рудный             |
| 11.1972     | 07.1973     | заместитель начальника электровозного цеха управления горного железнодорожного транспорта Соколовско-Сарбайского горнообогатительного комбината, г.Рудный |
| 07.1973     | 03.1977     | начальник электровозного цеха управления горного железнодорожного транспорта Соколовско-Сарбайского горнообогатительного комбината, г.Рудный              |
| 03.1977     | 08.1979     | секретарь парткома управления горного железнодорожного транспорта Соколовско-Сарбайского горнообогатительного комбината, г.Рудный                         |
| 08.1979     | 01.1985     | второй секретарь Рудненского горкома Компартии Казахстана Кустанайской области                                                                            |
| 01.1985     | 03.1987     | председатель исполкома Рудненского городского Совета народных депутатов Кустанайской области                                                              |
| 03.1987     | 12.1987     | первый секретарь Лисаковского горкома Компартии Казахстана Кустанайской области                                                                           |
| 12.1987     | 05.1988     | заведующий экономическим отделом Кустанайского обкома Компартии Казахстана                                                                                |
| 05.1988     | 05.1998     | аким г. Кустанай[прояснить] |

## Примечание
1. ↑  Список акимов Костаная. Официальный интернет - ресурс акимата Костанайской области. Дата обращения: 25 апреля 2020. Архивировано 24 апреля 2017 года.
2. ↑  Василий КОРНЕВ: «Я – из числа «гигантоманов». Костанайские новости (30 июня 2016). Дата обращения: 25 апреля 2020. Архивировано 23 сентября 2020 года.
3. ↑  Корнев Василий Евсеевич -. ÝAQYT TASPASY (3 июня 2019). Дата обращения: 25 апреля 2020. Архивировано 26 ноября 2020 года.